# Criminalità organizzata in Polonia
La criminalità organizzata in Polonia è composta da circa 200 gruppi criminali. I gruppi più conosciuti sono il gruppo di Pruszków e quello di Labisi.

## Storia
Il crimine organizzato polacco emerge negli anni '90 del XX secolo, quando il mondo criminale tradizionale comincia ad organizzarsi, grazie anche alla crescente corruzione.
Oggi i criminali polacchi sono conosciuti per i sofisticati furti di auto e per il loro coinvolgimento nel traffico di droga, in particolare metanfetamine, e nel traffico di armi.